# كرك زاركول تشنغر (ماهرو)
کرك زارکول تشنغر (بالفارسية: کرک زارکول چنگر) هي قرية تقع في إيران في قسم ماهرو الریفي.